# وسائل منع الحمل الهرمونية المركبة
وسائل منع الحمل الهرمونية المركبة شكل من أشكال وسائل منع الحمل الهرمونية التي تجمع بين هرموني الإستروجين والبروجستوجين بتركيبات مختلفة. تشمل الأنواع المتوفرة منها الحبوب واللصاقة والحلقة المهبلية وتتوفر جميعها على نطاق واسع، بالإضافة إلى الحقنة التي تتوفر في بعض الدول فقط. تعمل هذه الوسائل بشكل أساسي عن طريق تثبيط الهرمون المنشط للجسم الأصفر (إل إتش) والهرمون المنشط للحوصلة (إف إس إتش) ما يؤدي إلى منع حدوث الإباضة.
تُعد الحبوب واللاصقة والحلقة المهبلية فعّالة بنسبة 93% عند الاستخدام المعتاد. تشمل الفوائد الصحية المرافقة لها تقليل مخاطر الإصابة بسرطان المبيض وسرطان بطانة الرحم وسرطان القولون والمستقيم. قد تُساهم أيضًا في تحسين السيطرة على بعض مشكلات الدورة الشهرية. تشمل الآثار الضائرة زيادة طفيفة في خطر الإصابة بالانصمام الخثاري الوريدي والانصمام الخثاري الشرياني وسرطان الثدي وسرطان عنق الرحم.

## الاستخدام الطبي

### الاستخدام وسيلة لمنع الحمل
عند الاستخدام المثالي، تقل نسبة النساء اللاتي يحبلن خلال السنة الأولى من استخدام وسائل منع الحمل الهرمونية المركبة عن 1%. أما في حال الاستخدام المعتاد، قد تحبل نحو 9% من النساء خلال السنة الأولى. تقليديًا، وبهدف محاكاة الدورة الشهرية الطبيعية، تُستخدم وسائل منع الحمل الهرمونية المركبة لمدة 21 يومًا متتاليًا. بالنسبة لجميع هذه الوسائل (الحبوب واللصاقة والحلقة المهبلية)، غالبًا ما يتبع هذه الأيام الـ21 إما 7 أيام من التوقف عن الاستخدام (في حالة الحبوب أو اللصاقة أو الحلقة المهبلية) أو 7 أيام من تناول حبوب العلاج الوهمي (في حالة الحبوب فقط). خلال هذه الأيام السبعة، يحدث نزيف يُعرف بنزيف الانسحاب. بالنسبة للنساء اللاتي لا يرغبن في حدوث نزيف الانسحاب أو يحتجن إلى إيقاف النزيف تمامًا، يمكن تعديل نظام العلاج ليتناسب مع احتياجات كل حالة من خلال استخدام الحبوب لفترات مطولة مع فترات خالية من الهرمونات بشكل أقل تكرارًا. تبقى فعالية وسائل منع الحمل الهرمونية المركبة كما هي سواء استُخدمت بشكل مستمر أو مع فاصل مدته 7 أيام للسماح بحدوث النزيف الانسحابي.

### الاستخدام غير المرتبط بمنع الحمل
يمكن استخدام حبوب منع الحمل المركبة لعلاج اضطرابات الدورة الشهرية مثل غزارة الطمث وألم الحوض الناتج عن حالات مثل الانتباذ البطاني الرحمي وعسر الطمث. تُعتبر وسائل منع الحمل المركبة خط العلاج الأول لمتلازمة المبيض المتعدد الكيسات في حالات اضطرابات الدورة الشهرية وحب الشباب الشعرانية.
بالنسبة للنساء في فترة ما قبل انقطاع الطمث اللواتي يستخدمن الحبوب المركبة، يكن أكثر عرضة لزيادة كثافة العظام، ويمكن استخدام هذه الحبوب لتقليل نوبات هبّات الحرارة. أظهرت الدراسات أن حبوب منع الحمل المركبة تقلل من خطر الإصابة بسرطان بطانة الرحم وسرطان المبيض المرتبط بجيني بي آر سي إيه 1 وبي آر سي إيه 2، بالإضافة إلى انخفاض بسيط في خطر الإصابة بسرطان القولون.

## آلية العمل
تتوقف عملية الإباضة من خلال تثبيط المحور الوطائي النخامي الغدي التناسلي، وذلك عن طريق تأثير كل من البروجستيرون والإستروجين الذين يوفران تغذية راجعة سلبية إلى الوطاء، ما يؤدي إلى تثبيط إفراز الهرمون المطلق لموجهة الغدد التناسلية. عادةً ما يعزز هذا الهرمون إفراز إل إتش وإف إس إتش من الغدة النخامية. يؤدي وجود الإستروجين في وسائل منع الحمل الهرمونية المركبة إلى تثبيط لاحق لإفراز إل إتش وإف إس إتش، ويعمل هذان الهرمونان عادةً على مستوى المبيض لتحفيز الإباضة وتعزيز نمو الجريبات على التوالي. يسهم البروجستيرون في التأثير المانع للحمل من خلال إحداث تغييرات في مخاط عنق الرحم وبطانة الرحم وحركة أنابيب فالوب.

## اعتبارات العلاج

### الآثار الضائرة
رغم أن خطر الإصابة بالانصمام الخثاري الوريدي والانصمام الخثاري الشرياني وسرطان الثدي وسرطان عنق الرحم لدى مستخدمات وسائل منع الحمل الهرمونية المركبة يُعد ضئيلًا، ترتبط جميع أنواع وسائل منع الحمل الهرمونية المركبة بزيادة في مخاطر حدوث هذه الحالات مقارنةً بعدم الاستخدام. نظرًا لأن أغلب الدراسات التي تناولت هذه العلاقة كانت رصدية، لا يمكن إثبات وجود علاقة سببية مباشرة بين استخدام وسائل منع الحمل الهرمونية المركبة وهذه الحالات. ترتبط جميع أنواع وسائل منع الحمل الهرمونية المركبة بزيادة في معدل حدوث الانصمام الخثاري الوريدي والشرياني، لكن التي تحتوي على جرعات أعلى من الإستروجين ترتبط بزيادة أكبر في هذه المخاطر. بالإضافة إلى ذلك، ترتبط بعض التركيبات التي تحتوي على أنواع معينة من البروجستيرون -مثل جيستودين وديسوجيستريل وسيبروتيرون أسيتات ودروسبيرينون- عند دمجها مع الإستروجين، بمعدلات أعلى من الانصمام الخثاري الوريدي مقارنةً بالتركيبات التي تحتوي على نوع آخر من البروجستيرون يُعرف باسم ليفونورغيستريل.
تشمل الآثار الجانبية الأخرى الغثيان والصداع وألم الثدي وتصبغات الجلد ونزيف الحيض غير المنتظم وانقطاع الدورة الشهرية وتهيّج ناتج عن استخدام العدسات اللاصقة. قد تحدث تغييرات في الدافع الجنسي والمزاج وتراجع في وظائف الكبد وارتفاع في ضغط الدم.

### مضادات الاستطباب
قد يرفع الإستروجين الموجود في وسائل منع الحمل الهرمونية المركبة من خطر تكوّن الجلطات الدموية لدى بعض النساء، وقد يظهر ذلك بشكل خاص في صورة خثار وريدي عميق أو صمة رئوية. مع ذلك، يبقى خطر حدوث هذه الحالات منخفضًا نسبيًا في معظم الحالات عند استخدام وسائل منع الحمل المركبة منخفضة الجرعة. قد ينصح مقدمو الرعاية الصحية بتجنب التركيبات التي تحتوي على الإستروجين لدى النساء اللواتي لديهن عوامل خطر معينة، مثل وجود تاريخ شخصي أو عائلي للجلطات الدموية والحمل والفترة الأولى بعد الولادة (خلال الأسابيع الثلاثة الأولى) والسمنة وقلة النشاط البدني واضطرابات التخثر. بالإضافة إلى ذلك، لا يُنصح أحيانًا باستخدام وسائل منع الحمل الهرمونية المركبة خلال الأسابيع الأربعة إلى الستة الأولى بعد الولادة، بسبب مخاوف تتعلق بتأثيرها على الرضاعة الطبيعية.
نظرًا لأن الإستروجينات والبروجستيرونات تُستقلب في الكبد، هناك قلق نظري بشأن استخدامها لدى النساء المصابات بأمراض الكبد.
أظهرت دراسات كبيرة وجود زيادة طفيفة في معدل الإصابة بسرطان الثدي بين مستخدمات وسائل منع الحمل الهرمونية مقارنةً بغير المستخدمات. مع ذلك، يبقى خطر الإصابة بسرطان الثدي منخفضًا بشكل عام لدى كل من المستخدمات وغير المستخدمات. أظهرت الأبحاث وجود علاقة بين استخدام وسائل منع الحمل الهرمونية المركبة على المدى الطويل وسرطان عنق الرحم، خاصةً لدى النساء المصابات بعدوى فيروس الورم الحليمي البشري المزمنة في عنق الرحم. ترتبط وسائل منع الحمل الهرمونية المركبة أيضًا بانخفاض خطر الإصابة بسرطان بطانة الرحم وسرطان المبيض وسرطان القولون والمستقيم.